# Casa del Fundo El Llolly
La Casa del Fundo El Llolly o Casona El Llolly es un monumento histórico localizado en la ciudad de Paillaco, Región de Los Ríos, Chile. Su data de construcción se remontaba aproximadamente al período comprendido entre fines de la década de 1920 y principios de la década de 1930, durante la época de la inmigración italiana. 
Pertenecía al conjunto de monumentos nacionales de Chile desde el año 2013 en virtud del Decreto 26 del 18 de enero del mismo año; se encontraba en la categoría «Monumentos Históricos» y representaba el primer y único patrimonio nacional de Paillaco, hasta su destrucción producto de un incendioen el año 2015. En 2018 fue reconstruida.

## Historia

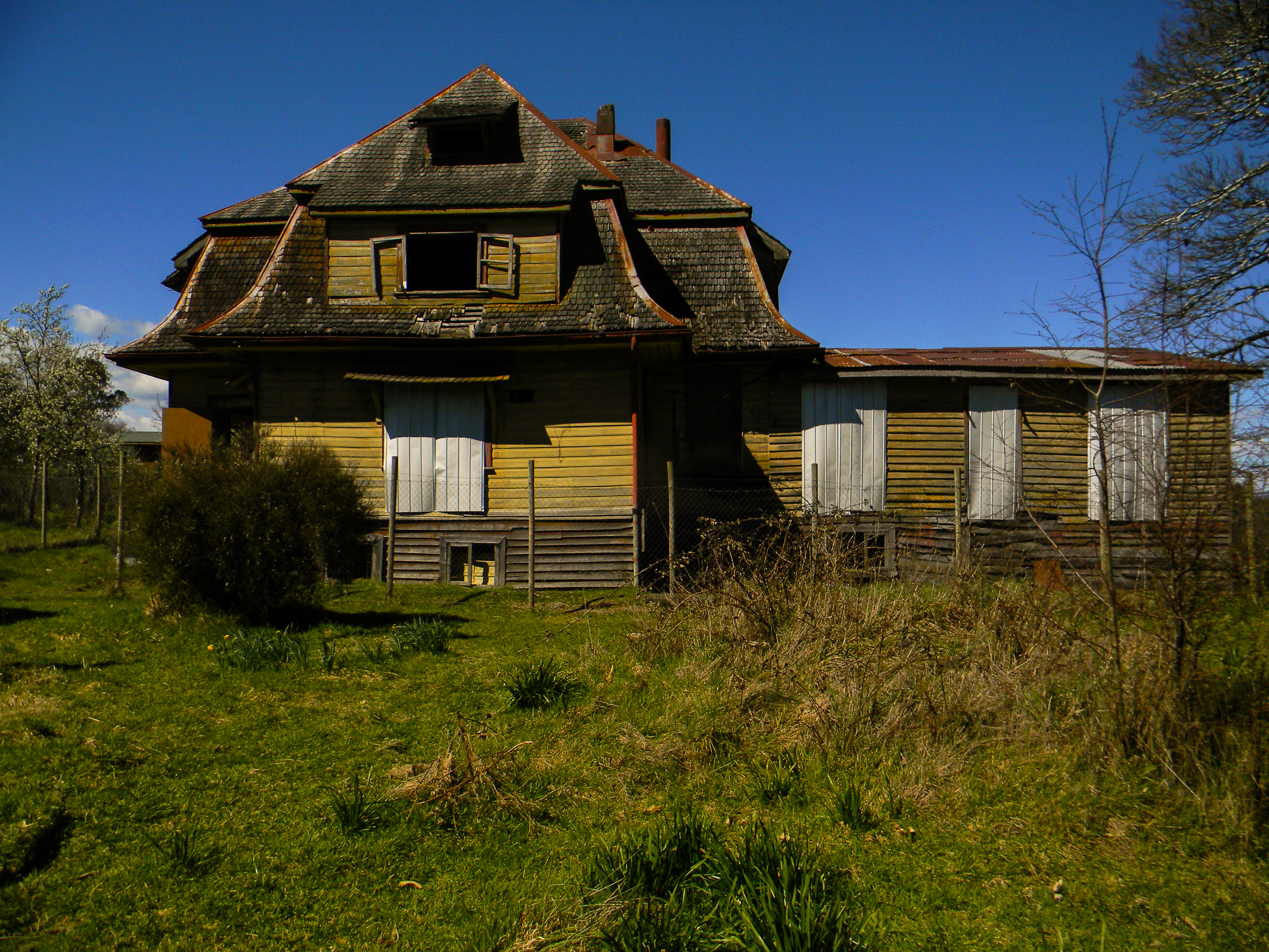
Vista lateral de la Casa del Fundo El Llolly.

La construcción al estilo casona fue propiedad de una familia de origen italiano, quienes nunca vivieron en el espacio. La casona era utilizada como la vivienda del contador de la familia, quién administraba los recursos del fundo. Luego pasó a ser propiedad de Eugenio Errázuriz con fines residenciales hasta su venta en 1940 a Osvaldo Hoffman; 14 años después, pasó a manos de una sociedad agrícola hasta ser expropiado en 1971 por el gobierno de Salvador Allende, en el marco de la reforma agraria chilena.En 1978 la Corporación de la Reforma Agraria, expropió el lugar y le entregó entre 48 a 50 hectáreas a cada trabajador. En 1974 se transformó en la Escuela n° 205 El Lolly, la cual 6 años más tarde se denominó Escuela Rural El Lolly. La escuela funcionó regularmente hasta el año 2002, junto a una  radio comunitaria que pertenecía a unos lugareños del pueblo.
Luego de que dejó de ser una escuela, la casona se deterioró rápidamente, quedando en abandono, para luego, finalmente, ser calcinada por un siniestro en el año 2015.
El perímetro protegido corresponde a una superficie de 6123,20 m², mientras que la casona cuenta con 513,65 m² de superficie interior y 584,03 m² de superficie exterior. Esta, cuenta con cuatro pisos y está construida principalmente en madera con rasgos estilísticos europeos de vivienda rural adaptados a la zona.Asimismo, cuenta con cuatro pisos que se dividen en: el zócalo, que cuenta con cocina, baños y un salón externo a la casona; el primero, que contiene una biblioteca y un espacio con un piano (cedido por la Corporación Rural y Fundación Pianos Para Chile en el 2020); el segundo, donde se encuentran las salas de reuniones, oficinas y un espacio para la instalación de una radio (próxima a su funcionamiento); y la mansarda, que se encuentra vacía por el momento.

## Incendio Casona El Llolly
El 8 de mayo del año 2015, pasadas las 18:00 hrs. el inmueble sufrió un incendio que lo consumió en su totalidad. Los vecinos de la localidad salieron de sus casas y trabajos para ver lo que estaba ocurriendo y vieron que el emblemático lugar estaba desapareciendo.

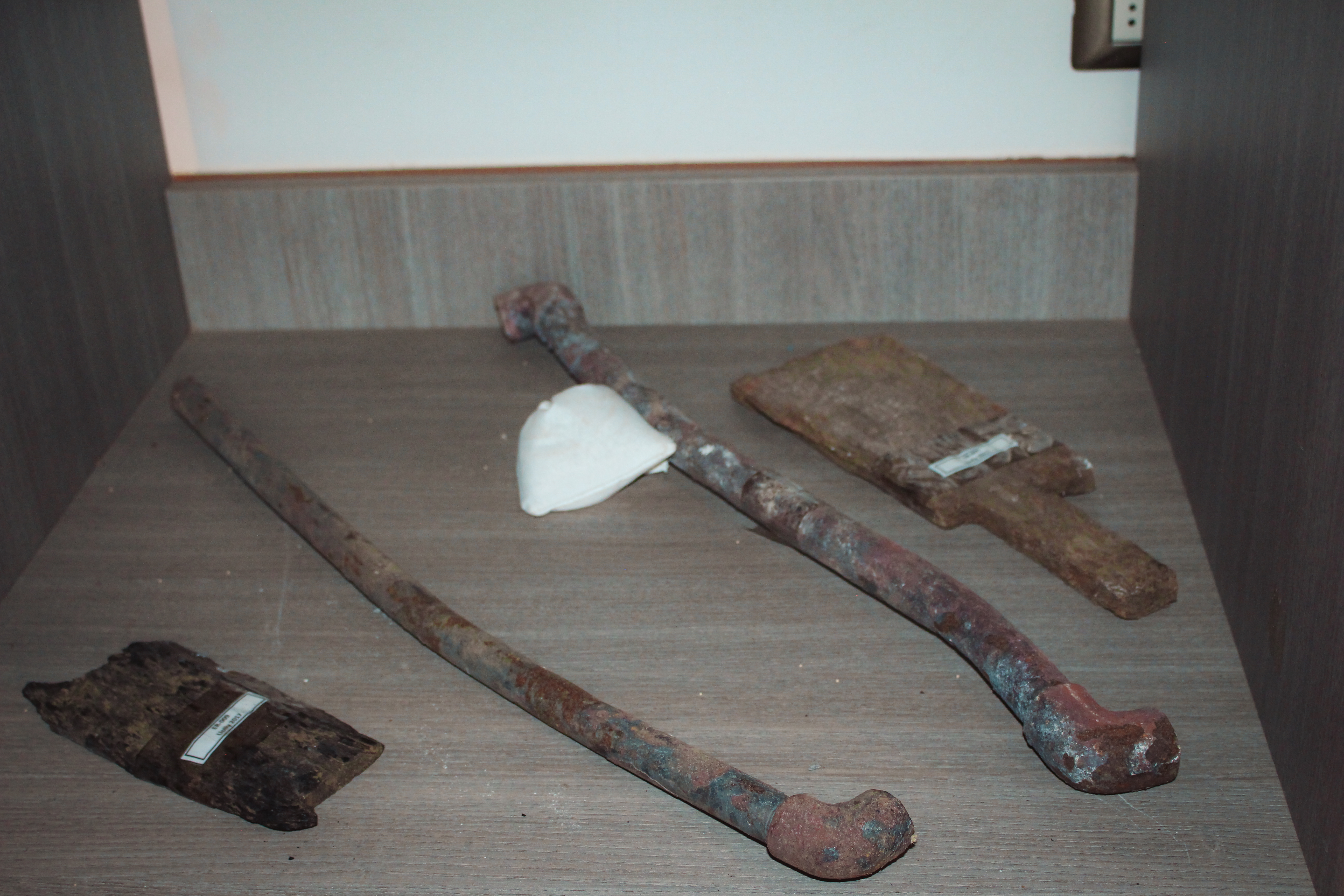
Los vestigios rescatados de la antigua Casona El Llolly se encuentran en exhibición en la casa actual.

5 minutos después de que comenzó el siniestro, llegó el Cuerpo de Bomberos de El Lolly, pero la casona ya había sido consumida en su totalidad, sin posibilidad de salvarla. 
La casona se quemó y, al ser una propiedad antigua y en desuso, tenía madera muy seca, la Policía de Investigaciones decidió no indagar en lo que ocasionó el desastre para no gastar sus recursos. Es importante tener en cuenta que la casa no contaba con conexiones eléctricas, por lo que el siniestro no fue ocasionado por un cortocircuito.
La noticia apenó a la comunidad de El Lolly y les generó impotencia, puesto que, años antes del incendio, habían pedido seguridad y cierre perimetral para proteger el lugar.

## Actualidad
Luego del incendio, la Casona El Llolly fue reconstruida gracias a recursos del Gobierno Regional de Los Ríos y del programa Puesta en Valor del Patrimonio de la Subsecretaría de Desarrollo Regional y Administración (SUBDERE).

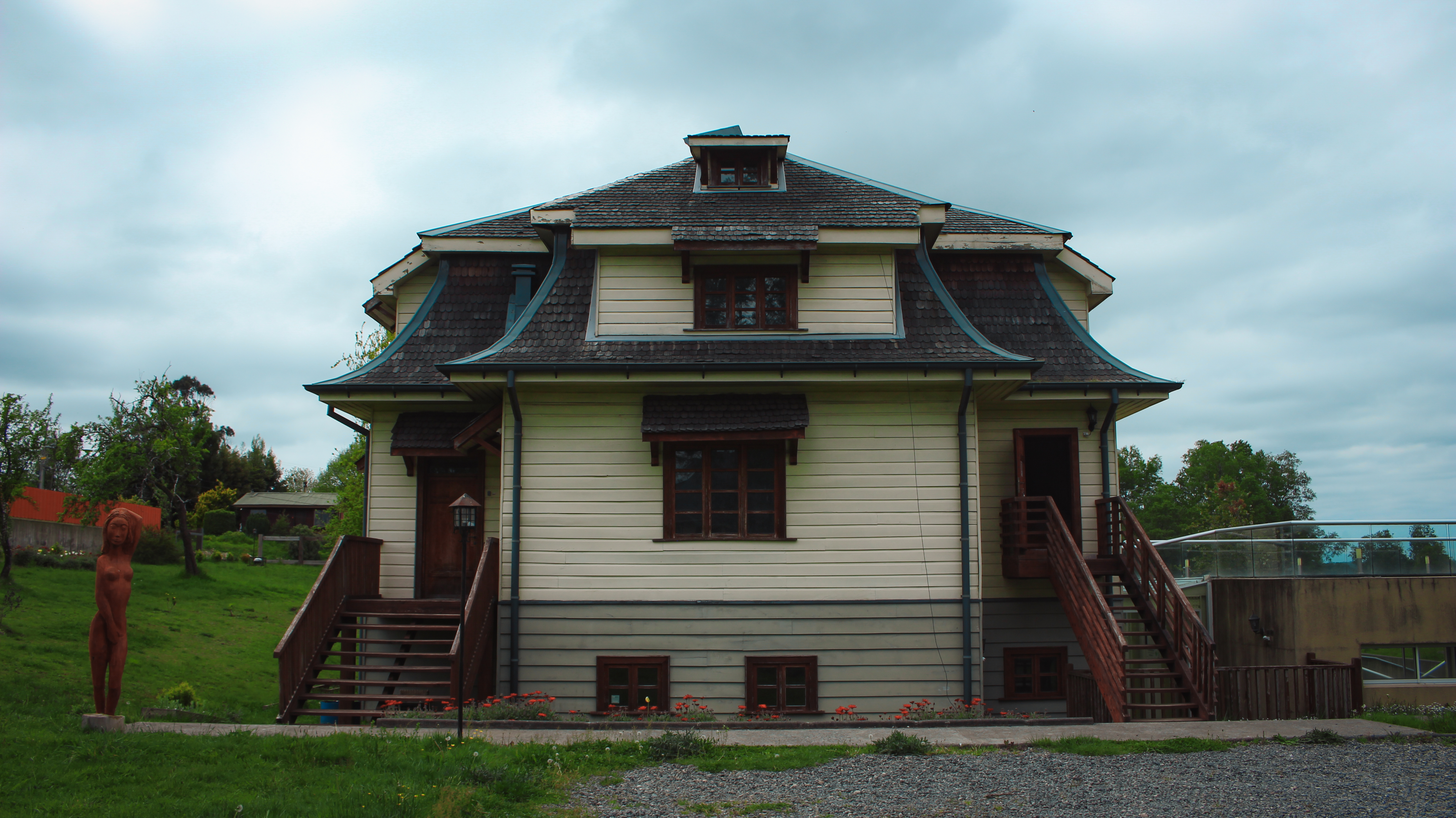
La Casona El Llolly tras su restauración.

Desde el año 2018, el inmueble se encuentra abierto para todo público con entrada gratuita, de lunes a viernes entre las 9:00 hrs. y las 18:00 hrs., ejerciendo como centro patrimonial para los habitantes de la zona.
Actualmente se realizan talleres para los jardines, escuelas y liceos rurales de la localidad, donde los estudiantes pueden optar a diferentes cursos de lectura, arte, piano, entre otros.
Además cuenta con una biblioteca conformada con libros donados por la junta de vecinos.